# فهرست رئیس‌های یوفا
در زیر فهرستی از رئیس‌های یوفا آمده‌است.

## رئیس‌های یوفا
| شماره | تصویر | نام              | ملیت     | آغاز به کار     | اتمام کار                                                        | طول دوره ریاست  |
| ----- | ----- | ---------------- | -------- | --------------- | ---------------------------------------------------------------- | --------------- |
| ۱     |       | اِب شوارتز        | دانمارک  | ۲۲ ژوئن ۱۹۵۴    | ۱۷ آوریل ۱۹۶۲                                                    | ۷ سال، ۲۹۹ روز  |
| ۲     |       | گوستاو ویدکر     | سوئیس    | ۱۷ آوریل ۱۹۶۲   | ۷ ژوئیه ۱۹۷۲                                                     | ۱۰ سال، ۷۶ روز  |
| موقت  |       | شاندور بارچ      | مجارستان | ۷ ژوئیه ۱۹۷۲    | ۱۵ مارس ۱۹۷۳                                                     | ۲۵۱ روز         |
| ۳     |       | آرتمیو فرانکی    | ایتالیا  | ۱۵ مارس ۱۹۷۳    | ۱۲ اوت ۱۹۸۳                                                      | ۱۰ سال، ۱۵۰ روز |
| ۴     |       | ژاک ژرژ          | فرانسه   | ۱۲ اوت ۱۹۸۳     | ۱۹ آوریل ۱۹۹۰                                                    | ۶ سال، ۲۵۰ روز  |
| ۵     |       | لنارت یوهانسون   | سوئد     | ۱۹ آوریل ۱۹۹۰   | ۲۶ ژانویه ۲۰۰۷                                                   | ۱۶ سال، ۲۸۲ روز |
| ۶     |       | میشل پلاتینی     | فرانسه   | ۲۶ ژانویه ۲۰۰۷  | ۸ اکتبر ۲۰۱۵ (معلق شدن از ریاست) ۲۱ دسامبر ۲۰۱۵ (محرومیت ۴ ساله) | ۸ سال، ۲۵۵ روز  |
| موقت  |       | آنجل ماریا وییار | اسپانیا  | ۸ اکتبر ۲۰۱۵    | ۱۴ سپتامبر ۲۰۱۶                                                  | ۳۴۱ روز         |
| ۷     |       | الکساندر چفرین   | اسلوونی  | ۱۴ سپتامبر ۲۰۱۶ | هنوز سرکار                                                       | ۸ سال، ۱۸۵ روز  |